# Krsmanović-Haus
Das Haus des Krsmanović (auch Haus des Aleksa Krsmanović) wurde im Jahr 1885 gebaut und befindet sich an der Anschrift Terazije 34 in Belgrad.

## Geschichte
Das Haus wurde nach den Plänen des Architekten Jovan Ilkić im Stil des Akademismus als Wohnhaus für den Handelskaufmann Marko O. Marković gebaut. Die Brüder Krsmanović erwarben Haus und Grundstück im Jahr 1898. Nach der Aufteilung bekam Aleksa Krsmanović das Haus, in dem er bis zu seinem Tod im Jahr 1914 wohnte. Das Haus und den gesamten Grundbesitz hinterließ er dem serbischen Volk. Nach seinem Tod ging das Haus zusammen mit dem gesamten Grundbesitz auf dem Platz Terazije in den Besitz der „Genossenschaft von A. Krsmanović“ über. Seine Frau wohnte gemäß Testament weiterhin im Haus. Nach ihrem Tod ging es an den Stifter über. Aufgrund seines repräsentativen Charakters diente es nach dem Ersten Weltkrieg von 1918 bis 1922 als Königspalast des Serbischen Königreichs, in dem der Regent Aleksandar Karadjordjević residierte, da der Königspalast ziemlich beschädigt war. Am 1. Dezember 1918 wurde in diesem Haus das Dokument über die Entstehung des Königreichs der Serben, Kroaten und Slowenen unterzeichnet. 
Nach 1930 war hier das Restaurant „Kleridž“ und danach eine Zeitlang auch das Theater Branino Pozorište (des Brana Cvetković) untergebracht.

## Architektur
Das repräsentative Gebäude mit Hanglage ist auf der Straßenseite eingeschossig und der Gartenseite zweigeschossig. Gartenseitig ist auf Straßenniveau eine große Terrasse über dem Untergeschoss angelegt und zwei geschwungene Freitreppen führen in den Garten. Die Balustraden der Terrasse und die Treppen sind im Barockstil gehalten. Von Form und Ausführung gilt das Gebäude als eines der am besten realisierten Projekte des Architekten. Das Haus wurde nach dem Zweiten Weltkrieg nationalisiert und ging in den Staatsbesitz über. Es diente lange als Protokoll-Gebäude des Außenministeriums.

## Bildergalerie

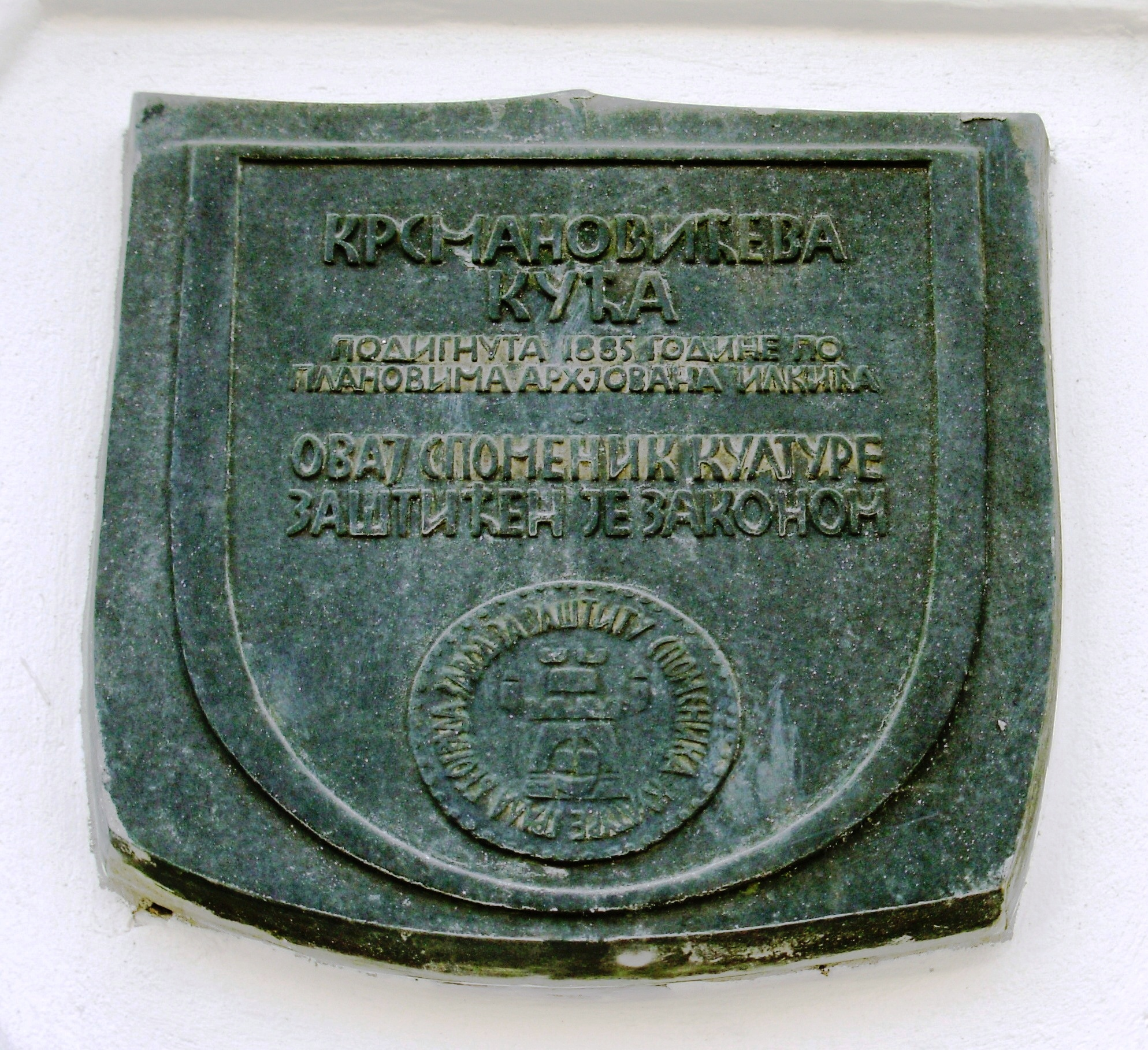
Die Markierung am Haus des Krsmanović
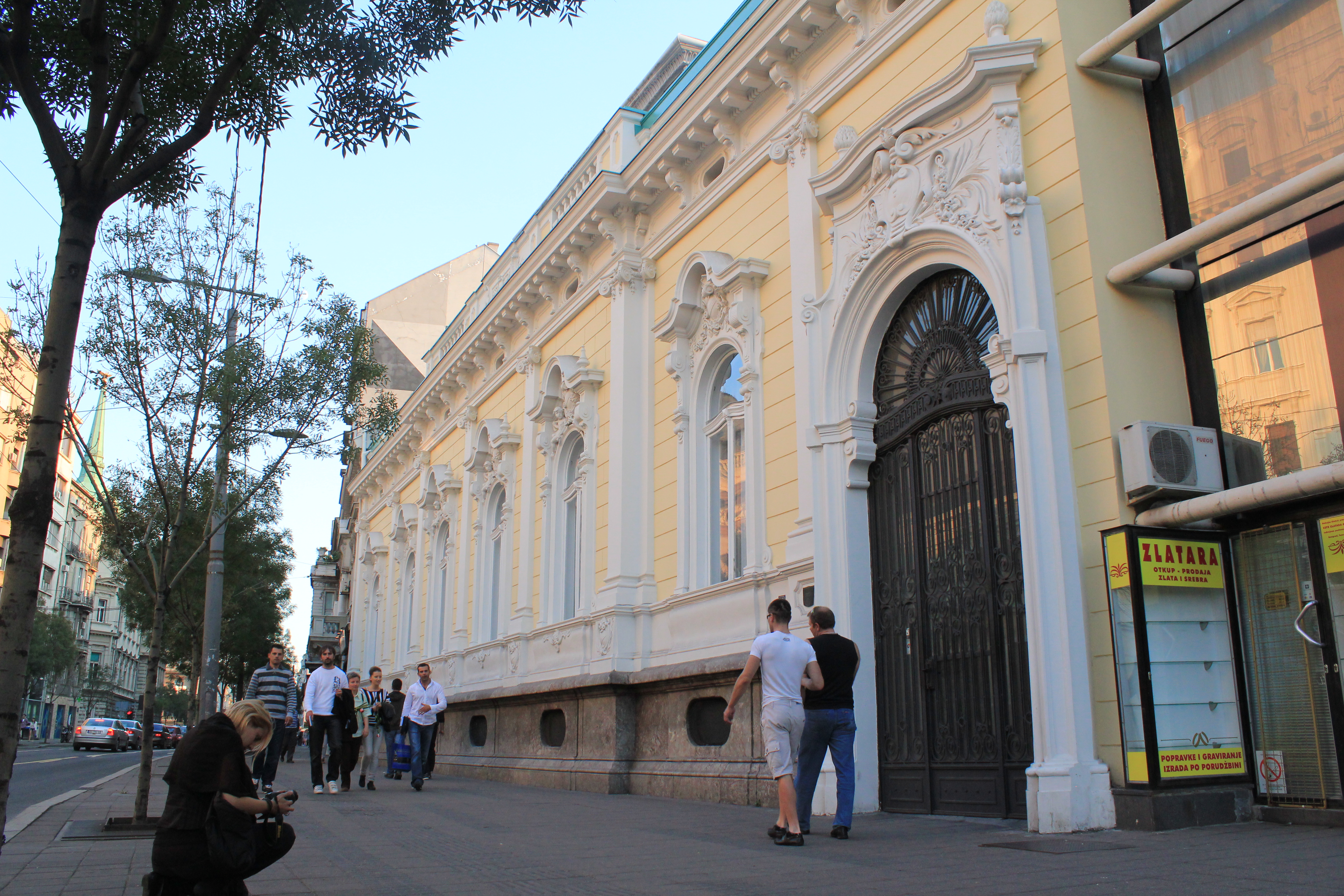
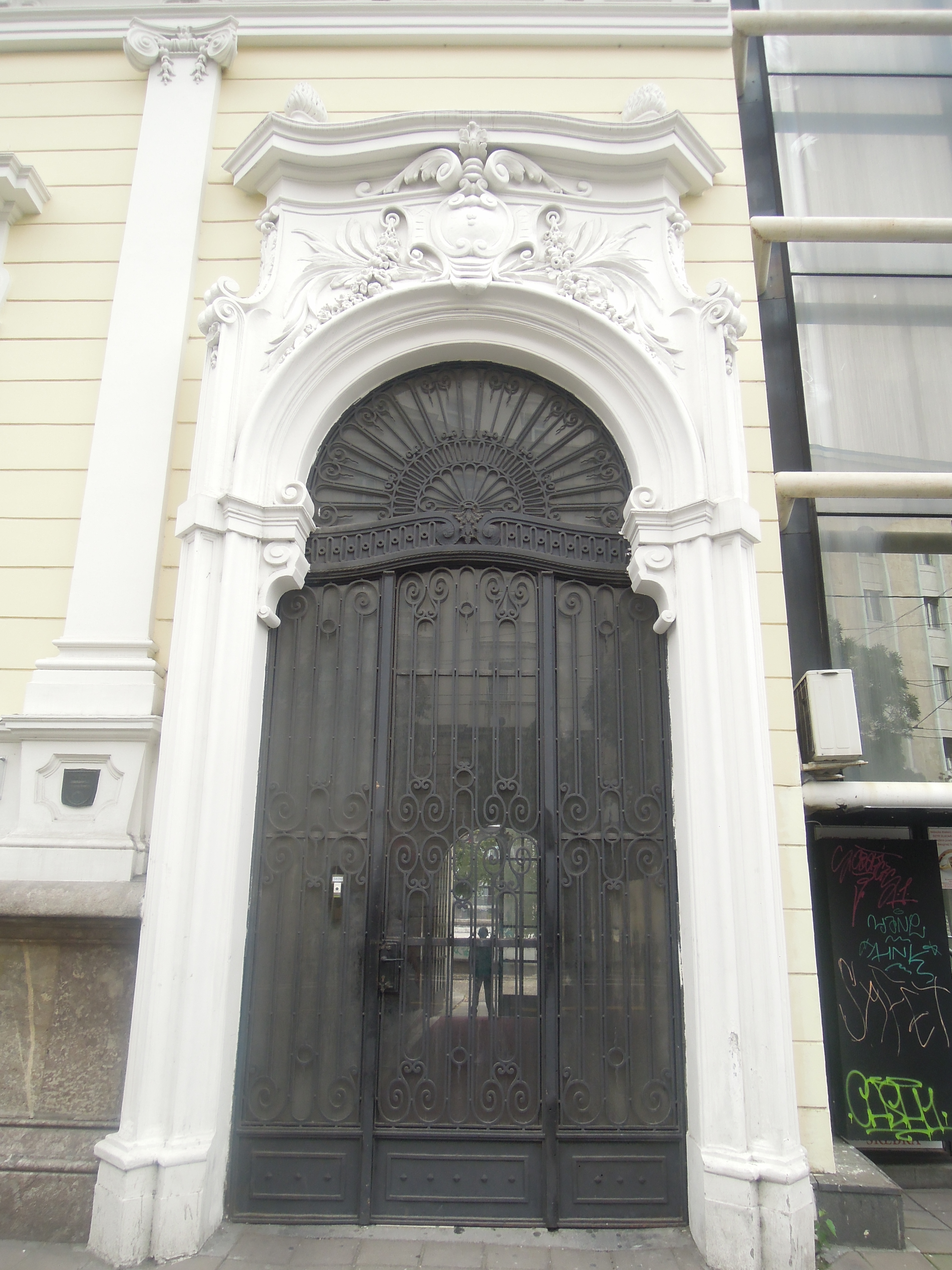
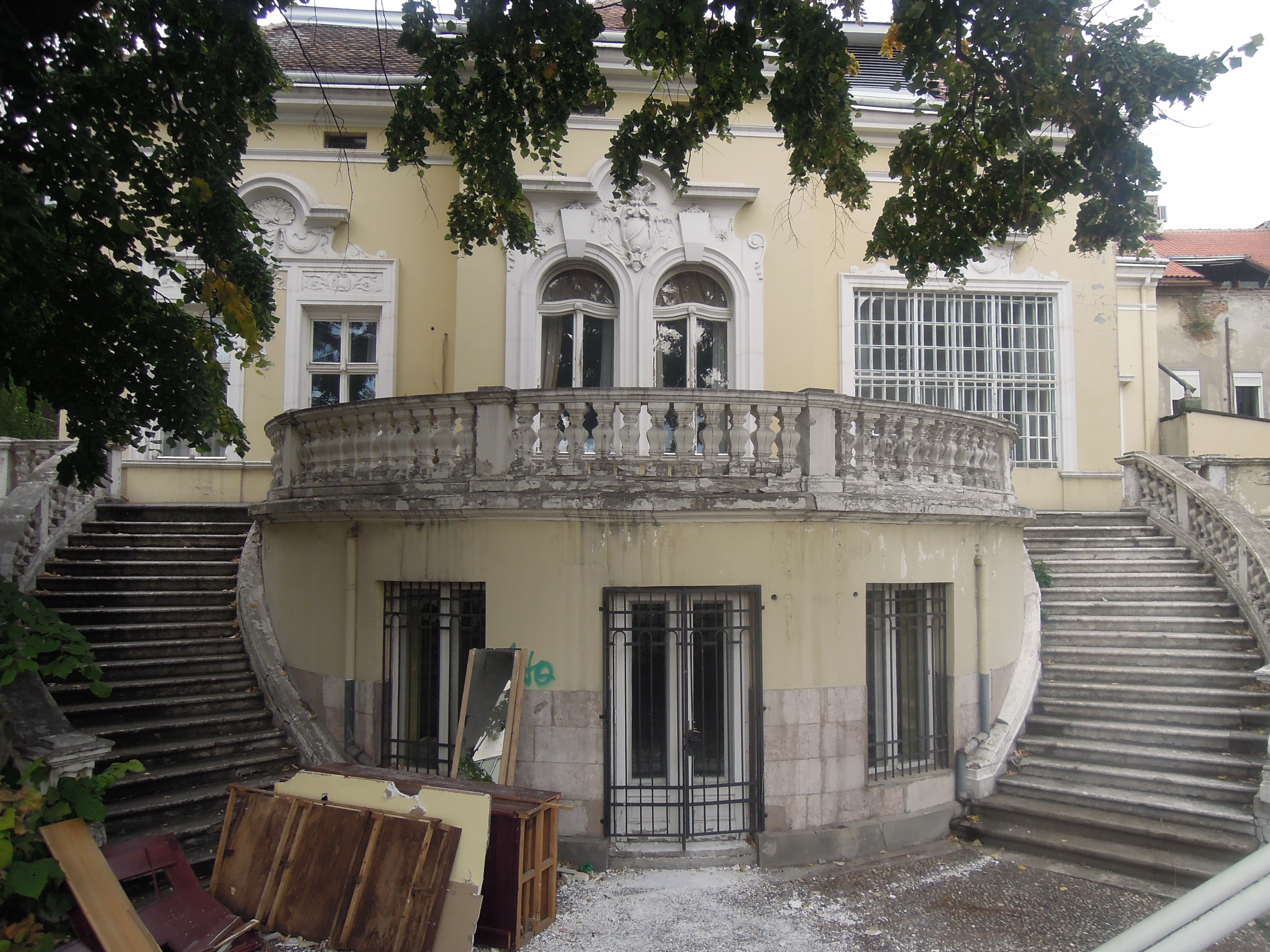
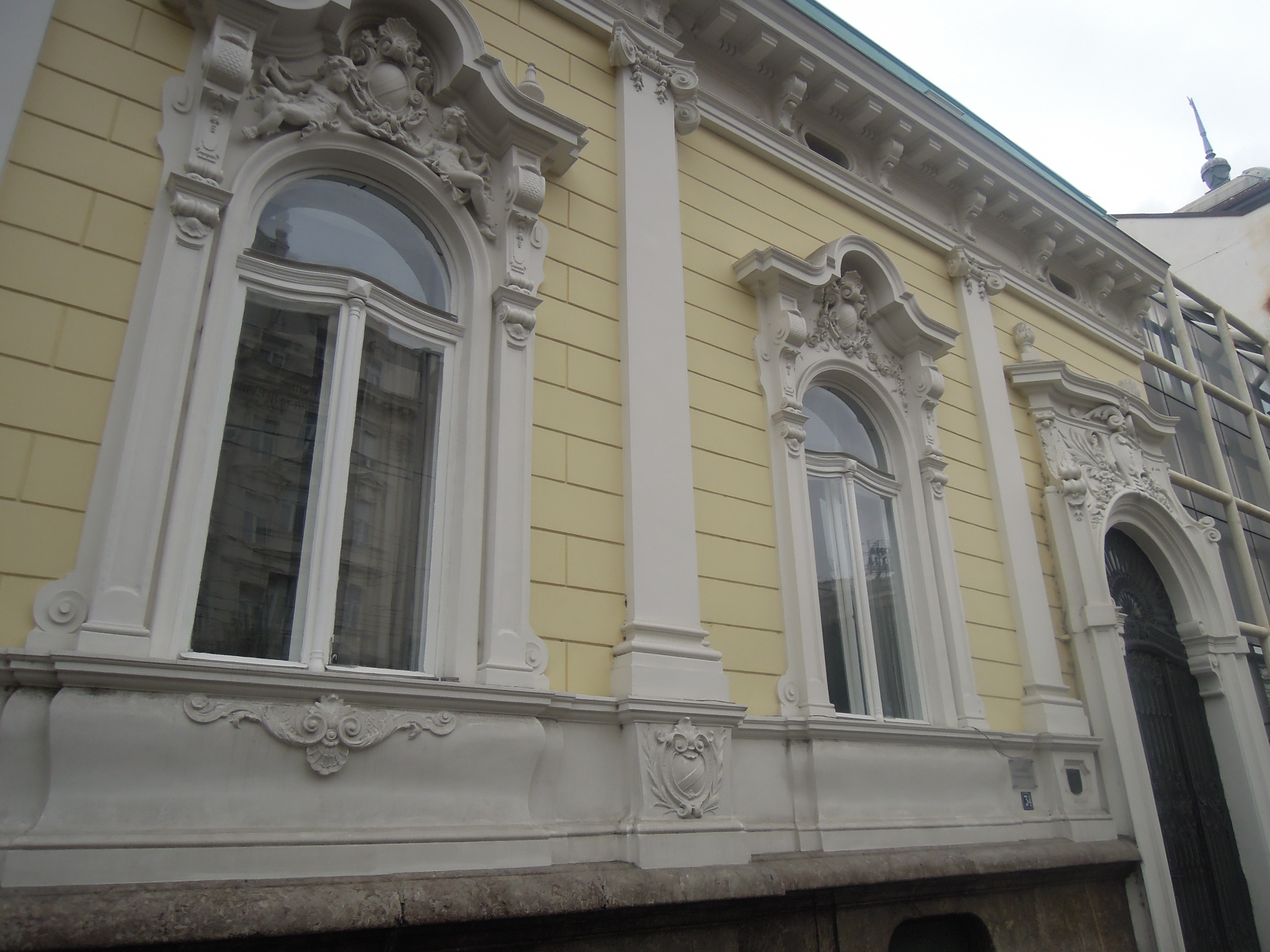
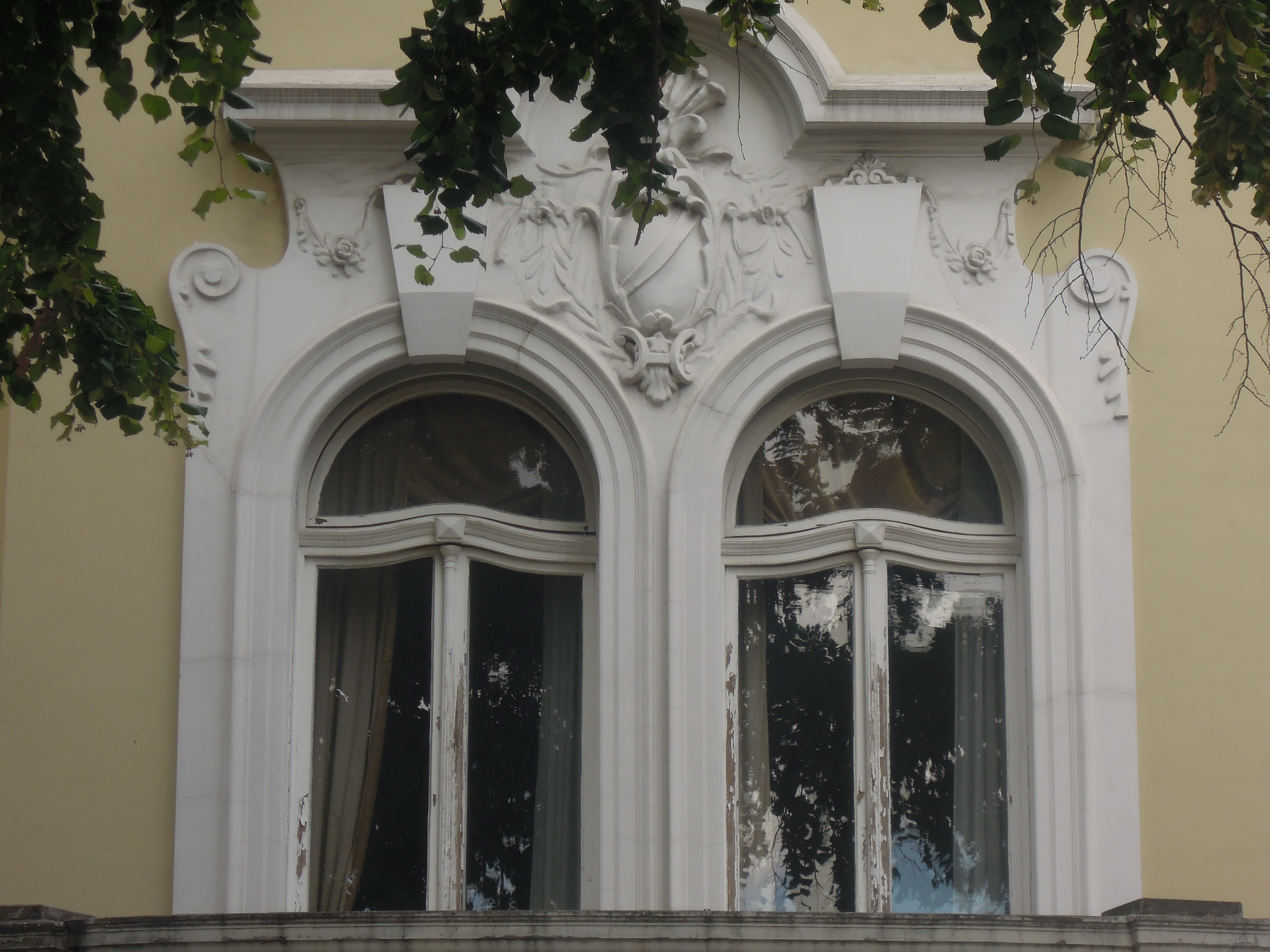